# トランスヴァーリア (小惑星)
トランスヴァーリア (715 Transvaalia) は小惑星帯にある小惑星。ハリー・エドウィン・ウッドがヨハネスブルグのユニオン天文台で発見した。南アフリカで最初に発見された小惑星であることから、当時のトランスヴァール州に因んで名付けられた。
この小惑星は1920年4月23日に再度「発見」されて仮符号 1920 GZ が与えられ、スージー (933 Susi) と名付けられたが、1928年にトランスヴァーリアと同一天体であったことが判明し、小惑星番号933と名前は1927年2月10日にカール・ラインムートが発見した別の小惑星 1927 CH に流用された。